# Anton Rée
Anton Hartvig Rée var en dansk pianist og forfatter; født i Aarhus 5. oktober 1820; død i København 20. december 1886.
Han studerede i Hamborg under Jacques Smitt og Karl Krebs, i Wien under Halm og i Paris. I 1842 bosatte han sig i København, hvor han samlede et stort antal elever omkring sig og hvor hans overlegne teknik vandt ham en plads blandt de vigtigste pianister i dag. Hans mest berømte elev var August Winding.
I 1866, da Københavns Musikkonservatorium blev oprettet, blev han en af dets første lærere. Anton Ree komponerede nogle stykker til pianoforte og var forfatter til flere artikler i danske og tyske musikalske tidsskrifter. Han skrev også et værdifuldt værk på klaveret med titlen "Bidrag til Klaverspillets Teknik" (København, 1892) og et essay om den generelle musikhistorie med titlen "Musikhistoriske Momenter" (ib. 1893).